# Dangerbird Records
Dangerbird Records är ett amerikanskt oberoende skivbolag grundat 2004 av Jeff Castelaz och Peter Walker. Bolaget har sitt säte i Los Angeles, närmare bestämt på distriktet Silver Lake. Likt flera andra indieskivbolag distribuerades Dangerbird Records från början av Alternative Distribution Alliance, men bytte i januari 2011 till UMe-ägda Fontana Distribution.
Trots ett litet antal signerade artister hos skivbolaget har dessa blivit internationellt hyllade.

## Signerade artister
Nuvarande
- Beady Eye
- Codeine Velvet Club
- Darker My Love
- The Dears
- Delphic
- Division Day
- Eric Avery
- Eulogies
- The Fling
- Fitz & The Tantrums
- Hot Hot Heat
- The Limousines
- Maritime
- Minus the Bear
- The One AM Radio
- Sea Wolf
- Silversun Pickups

Tidigare
- All Smiles
- Bad Veins
- Dappled Cities
- Joy Zipper
- La Rocca
- Sabrosa Purr